# Иосафат (Кавацив)
Иосафат (в миру Василий Михайлович Кавацив, укр. Йосафат Каваців, 5 января 1934 — 4 июня 2010) — священник и, возможно, епископ Украинской Греко-Католической Церкви, член ордена василиан, политзаключённый.

## Ранние годы, подпольное служение, арест
Василь Кавацив родился в семье рабочего Михайло Кавацива и его жены Варвары в селе Яблунивка (ныне Стрыйского района Львовской области) 5 января 1934 года. Получил домашнее религиозное воспитание, мать и её родственники не приняли организованной НКВД при участии Московского Патриархата «ликвидации» Унии в 1946 году. С детства мечтал стать монахом и священником.
После школы-десятилетки окончил финансово-кредитный техникум, был направлен на работу на Жидачевский бумажно-картонный комбинат, на должность бухгалтера расчётного отделения. Проводил собрания верующих греко-католиков, оказывал материальную помощь находившимся в заключении священникам и епископам. 22 декабря 1954 года тайно принёс монашеские обеты в ордене василиан (ЧСВВ), приняв имя Иосафат (упоминается также как Иосафат-Василь или под мирским именем). В 1957 году впервые был арестован по доносу православных священников Трофимчука и Савчука, но не подвергнут заключению, а через несколько месяцев отпущен и выслан в 24 часа из Жидачова. Устроился разнорабочим на деревообрабатывающий комбинат в Стрые, затем с 1960 года кочегаром в школу, впоследствии занимал должности завхоза и бухгалтера-делопроизводителя в другой школе. В течение этого периода изучал богословские науки и 24 мая 1962 года был тайно рукоположён в священный сан подпольным епископом, Ивано-Франковским ординарием Иваном Слезюком.
Служил негласно в 78-ми городах и сёлах, как по домам, так и в закрытых храмах, в основном по ночам, так как днём должен был выполнять свои обязанности на светской работе; занимался подготовкой будущих священников. Неоднократно лишался прописки, находился под надзором КГБ.
Занимался сбором подписей под обращением к XXVI съезду КПСС с просьбой о легализации УГКЦ (всего в адрес съезда было направлено около 6 тыс. подписей), а также переносом мощей Перемышльского епископа блаж. Иосафата Коциловского (ум. 1947).
В связи с этим о. Кавацив и о. Роман Есип были арестованы 17 марта 1981 года в своём доме во Львове. Кавациву было предъявлено обвинение по статьям УК УССР 138 ч. 2 («Нарушение законов об отделении церкви от государства и школы от церкви») и 209 ч. 1 («Посягательство на личность и права граждан под видом исполнения религиозных обрядов или иным предлогом»). Среди свидетелей были несовершеннолетние школьники (многие из них в суде отказались от своих показаний и были исключены из комсомола), а также священники РПЦ, писавшие на Кавацива доносы — Удич, Голобутов, Ильешский. Процесс, шедший 14-28 октября 1981 года, активно освещался в советской печати и на телевидении. Подсудимые оо. Кавацив и Есип были приговорены к 5 годам лишения свободы и 3 годам ссылки с конфискацией всего имущества.
Богослужения Кавацив и Есип проводили и днём и ночью, в выходные и в рабочие дни, в недействующих, снятых с регистрации, и в действующих православных церквях, у них, а также на кладбищах, в домах отдельных верующих, с привлечением многих граждан, в том числе и детей, нарушая общественный порядок... Граждан собиралось много, иногда более 300 человек... Кавацив и Есип, используя т. н. исповеди, организовывали и проводили обучение детей религиозным догмам, заставляли их изучать отдельные молитвы, соблюдать посты, не посещать клубов, не участвовать в культурно-массовых мероприятиях, т. е. проводили деятельность, совмещённую с посягательством на их права и здоровье.Оригинальный текст (укр.)Богослужіння Каваців і Єсип проводили і вдень і вночі, у вихідні і в робочі дні, у недіючих, знятих з реєстрації, і в діючих православних церквах, біля них, а також на кладовищах, у будинках окремих віруючих, з залученням багатьох громадян, у тому числі й дітей, порушуючи громадський порядок... Громадян збиралося багато, інколи понад 300 осіб...  Каваців та Єсип, використовуючи т.зв. сповіді, організовували та проводили навчання дітей релігійних догм, примушували їх вивчати окремі молитви, дотримуватись постів, не відвідувати клубів, не брати участі в культурно-масових заходах, тобто проводили діяльність, поєднану з посяганням на їхні права і здоров'я. 
Кавацив подал кассационную жалобу, по которой 15 декабря коллегия Верховного суда УССР постановила, что в своих действиях он руководствовался не корыстолюбием, как счёл областной суд, а чисто религиозными мотивами, однако оставила приговор без изменений. Наказание отбывал в лагере 319/7 (село Перехвистивка Роменского района Сумской области). Здесь ему через начальника лагеря Кириленко и других лиц неоднократно предлагали немедленное освобождение и даже епископство в РПЦ при условии отказа от католичества, от чего он отказался. По отбытии срока заключения был вывезен в Уральск в ссылку, но уже в 1986 году освобождён. В заключении стал инвалидом II группы.

## После освобождения
Освободившись, о. Иосафат вернулся во Львов. Был одним из подписавших акт о выходе из подполья, направленный Папе Римскому и советскому лидеру Горбачёву. Принимал участие в восстановлении структур Украинской Греко-Католической Церкви и связанных с этим конфликтах, стал настоятелем Благовещенской церкви в Стрые.

## Конфликт и сообщение о епископстве
О. Кацавив критически относился ко многим руководителям и клирикам возрождённой УГКЦ, прежде всего — к тем, кто вернулся на Украину из эмиграции, а также к «переписавшимся» — священникам, числившимся в советское время в Московском Патриархате и официально перешедшим в католичество лишь после легализации УГКЦ. В результате возникшего конфликта он был исключён из ордена василиан (и с тех пор в официальных документах УГКЦ его называли не по монашескому имени Иосафат, а по имени в крещении — Василь), а также подвергнут главой УГКЦ, верховным архиепископом Мирославом Любачивским суспенсии (запрещению в священнослужении). Это наказание было снято преемником Кир Мирослава Любомиром Гузаром, однако разлад продолжался.
В конце 2002 года Кавацив заявил о том, что в 1980 году (называется дата 25 октября 1980 года) выехал в Караганду и там был тайно посвящён епископом Александром Хирой в епископский сан, при этом Кир Александр велел ему до времени сохранять своё епископство в секрете.
Тот, кто меня посвятил [в епископы], подчеркнул: когда увижу упадок нашей Церкви, тогда должен буду объявить своё епископство, чтобы история потом не жаловалась, что были епископы, но не встали на её защиту. И я это делаю сейчас. Потому что сейчас наступили страшные времена для нашей Церкви.Оригинальный текст (укр.)Мій святитель наголосив: як буду бачити занепад нашої Церкви, то мушу оголосити себе єпископом — щоб історія потім не нарікала, що були єпископи, але не стали в її обороні. І я це зроблю зараз. Бо зараз страшні часи для нашої Церкви настали.
В своей церкви в Стрые о. Кавацив начал совершать богослужения архиерейским чином, использовать соответствующие облачения и епископский посох.
При этом никаких документов, подтверждающих факт его епископства, не имелось, равно как и непосредственных свидетелей посвящения. В ходе расследования дела священник о. Пётр Зеленюх присягнул на Евангелии, что слышал о Кацавиве как о епископе ещё от Кир Александра Хиры (то есть до 1983 года). Тем не менее, синод епископов УГКЦ, заседавший с 24 сентября по 1 октября 2003 года во Львове, отказался признать о. Кацавива епископом и включить его в свой состав. Расследование продолжалось на разных уровнях как на Украине, так и в Риме, и в конце концов 8 апреля 2008 года Конгрегация вероучения утвердила отрицательные выводы комиссии. 31 мая 2008 года о. Кавацив был вызван в церковный трибунал Стрыйской епархии УГКЦ. Данный трибунал присудил о. Кавацива к великому отлучению, обвинив его в «узурпации власти в Церкви». Однако в связи с болезнью епископа Стрыйской епархии Кир Юлиана Гбура приговор не был приведён в исполнение. Назначенный ввиду болезни епископа епископом-помощником Стрыйской епархии Кир Тарас Сенькив сумел урегулировать конфликт и добиться примирения.

## Кончина и похороны
Кавацив скончался 4 июня 2010 года. О его кончине было объявлено на официальном сайте Стрыйской епархии УГКЦ с формулировкой «Умер священник Стрыйской епархии о. Василь Кавацив». 6 июня 2010 года он был похоронен в архиерейских облачениях, у гроба стояла фотография, где он был изображён с епископским посохом в руках. На могиле установлена плита с упоминанием даты посвящения в епископский сан, указанной как 25. 11. 1980, также с изображением Кавацива в архиерейском облачении и с посохом. Священника, который, начав произносить проповедь, назвал Кавацива лишь протоиереем, перебили, после чего слово взял другой клирик, титуловавший покойного владыкой (то есть епископом).